# Костромской кремль
Костромской кремль — историческое ядро города Костромы, занимавшее высокий холм на левом берегу Волги. Поскольку система укреплений активно разбиралась и нивелировалась на протяжении XVII—XIX вв., о местоположении кремля на данный момент можно судить по домам соборного причта, остаткам валов и обозначающей вход на его территорию ротонде 2-й половины XX века (т. н. «беседка Островского»).
В 1920—1930-х годах одни из немногих сохранившихся зданий Костромского кремля — Успенский и Богоявленский соборы — были закрыты и впоследствии взорваны. В настоящее время на территории бывшего кремля находится Центральный парк культуры и отдыха — излюбленное место гуляний жителей и гостей города.
В 2015—2023 годах был воссоздан Богоявленский собор с колокольней; его освящение состоялось 25 сентября 2023 года.

## Исторический кремль
Хотя костромские краеведы долгое время были убеждены, что кремль существовал на его нынешнем месте ещё во времена удельного княжества, археологическими исследованиями установлено, что город первоначально располагался вверх по течению Волги в устье реки Сула. Деревянные укрепления города неоднократно горели и были подвержены нападениям новгородских ушкуйников, поэтому после очередного разорения в 1416 году кремль был перенесён на нынешнее возвышенное место. Вероятно, тогда же городской собор был переименован из Феодоровского в Успенский.
Первое каменное здание кремля и всего города — Успенский собор — датируется началом правления Ивана Грозного. В связи с особым почтением, которое новая династия Романовых оказывала хранившейся в соборе Феодоровской иконе Богоматери, он был в XVII веке расширен, с прибавлением обширного Феодоровского придела. Из росписи кремля 1678 года следует, что он был обнесён деревянной стеной с многочисленными башнями — Чудовой, Тайничной, Наугольной, Водяной, Вознесенской, Богословской, Ильинской, Воскресенской, Спасской и Пречистенской. Ближе к Волге стоял Воздвиженский монастырь с шатровым храмом. В старинных описях также упоминается о существовании в кремле ещё двух церквей — Троицкой и Похвалы Богородицы.
Пожар 1773 года уничтожил Воздвиженский монастырь и шатровую соборную колокольню. Успенский собор был поновлён, а на месте монастыря по проекту местного умельца С. А. Воротилова был возведён тёплый Богоявленский собор в стиле позднего барокко, с архиерейской усыпальницей в подклете. Строительные работы в кремле не затихали до 1791 года. Тогда же был устроен новый вход со стороны города, в виде вычурных по архитектурному решению Триумфальных ворот, и была возведена 64-метровая ярусная колокольня — главная архитектурная доминанта дореволюционной Костромы.
Фортификационные сооружения Старого и Нового города разбирались, а рвы засыпались на протяжении XVIII—XIX веков. К настоящему времени сохранились лишь остатки восточного рукава вала Старого города и эскарпированные склоны верхней террасы Старого города.
В 1922 году кремлёвские храмы были переданы обновленцам, в 1929 г. закрыты, в 1934 г. — снесены. На месте храмового комплекса в историческом центре Костромы был разбит парк, центром которого стал исполинский памятник В. И. Ленину. Он был поставлен на пьедестал, подготовленный в 1913 г. (во время празднования 300-летия династии) для памятника в честь царствующего дома Романовых. Памятник и сейчас господствует над этой частью города.

## Воссоздание храмового комплекса
- 19 июля 2015 года во время посещения Костромы Патриархом Московским и Всея Руси Кириллом был установлен и освящён закладной камень в основание Успенского собора[11][12]. По окончании молебного пения Предстоятель выступил со словами: «Дорогие костромичи, только что мы совершили действие, имеющее глубокий духовный смысл и большое историческое значение. На месте, где мы стоим, некогда был центр города, здесь находился кремль — сердце Костромы. И трудно представить, чем нужно было руководствоваться, чтобы уничтожить это место и тем самым нанести глубокую рану городу, его истории, духовному состоянию народа…»[13].
- 6 сентября 2015 года, по итогам рабочей встречи Министра культуры В. Р. Мединского и губернатора области С. К. Ситникова, было принято решение, что Министерство культуры РФ окажет максимальную поддержку Костромской области по восстановлению Костромского кремля[14].
- 20 мая 2016 г. отслужен торжественный молебен перед началом строительства соборной колокольни Богоявленского собора. В нём приняли участие епископ Костромской и Галичский Ферапонт, губернатор области С. К. Ситников и православный благотворитель В. И. Тырышкин[15].
- В начале августа 2016 года началось бетонирование основания 64-метровой колокольни[16]. В ходе строительных работ, по мнению заведующего отделом археологии Костромского историко-архитектурного и художественного музея-заповедника В. Л. Щербакова, фактически была уничтожена значительная часть археологического культурного слоя, организованные раскопки охватывали лишь небольшую часть площади[17][18].
- В апреле 2017 года строится первый ярус колокольни, раскопано основание Богоявленского собора и ведётся подготовка к реконструкции его фундамента.
- К концу 2017 года возведена нижняя часть стен Богоявленского собора и первые два яруса колокольни.
- 5 марта 2018 года была начата подготовка площадки для установки колоколов. 16 марта в Кострому из Тутаева были привезены 18 колоколов, 12 из которых составляют звонницу, а остальные предназначены для часов-курантов. Вес наибольшего — «Соборного» — составляет 16 тонн, на данный момент это самый большой колокол в России[19].
- 4 сентября 2018 года завершено возведение каркаса колокольни, к концу года планировалось закончить обшивку верхнего яруса и установку шпиля.
- 4 ноября 2018 года состоялось освящение колоколов для звонницы. Первый «символичный» удар в «соборный» колокол осуществил губернатор Сергей Ситников вместе с благотворителем Виктором Тырышкиным и митрополитом Ферапонтом[20].
- 13 августа 2019 года, в день 75-летнего юбилея Костромской области и накануне праздника Происхождения Честных Древ Животворящего Креста Господня, на купол Богоявленского собора был поднят крест. В честь этого события были проведены торжественный молебен и освящение креста[21][22].

Во всех официальных документах государственных органов речь шла именно о воссоздании храмового комплекса Костромского кремля. Используемый в СМИ термин «Костромской кремль» не соответствует действительности. Проектированием соборов и прилегающей к ним территории занимался архитектор А. М. Денисов, ранее работавший над восстановлением Храма Христа Спасителя в Москве и Успенского собора в Ярославле.
В июле 2023 года Богоявленский собор был полностью восстановлен, в августе завершилось благоустройство территории вокруг него. Церемония освящения собора состоялась 25 сентября; в этот же день указом Святейшего Патриарха Московского и всея Руси Кирилла ему был присвоен статус кафедрального.